# Casona de Mansilla

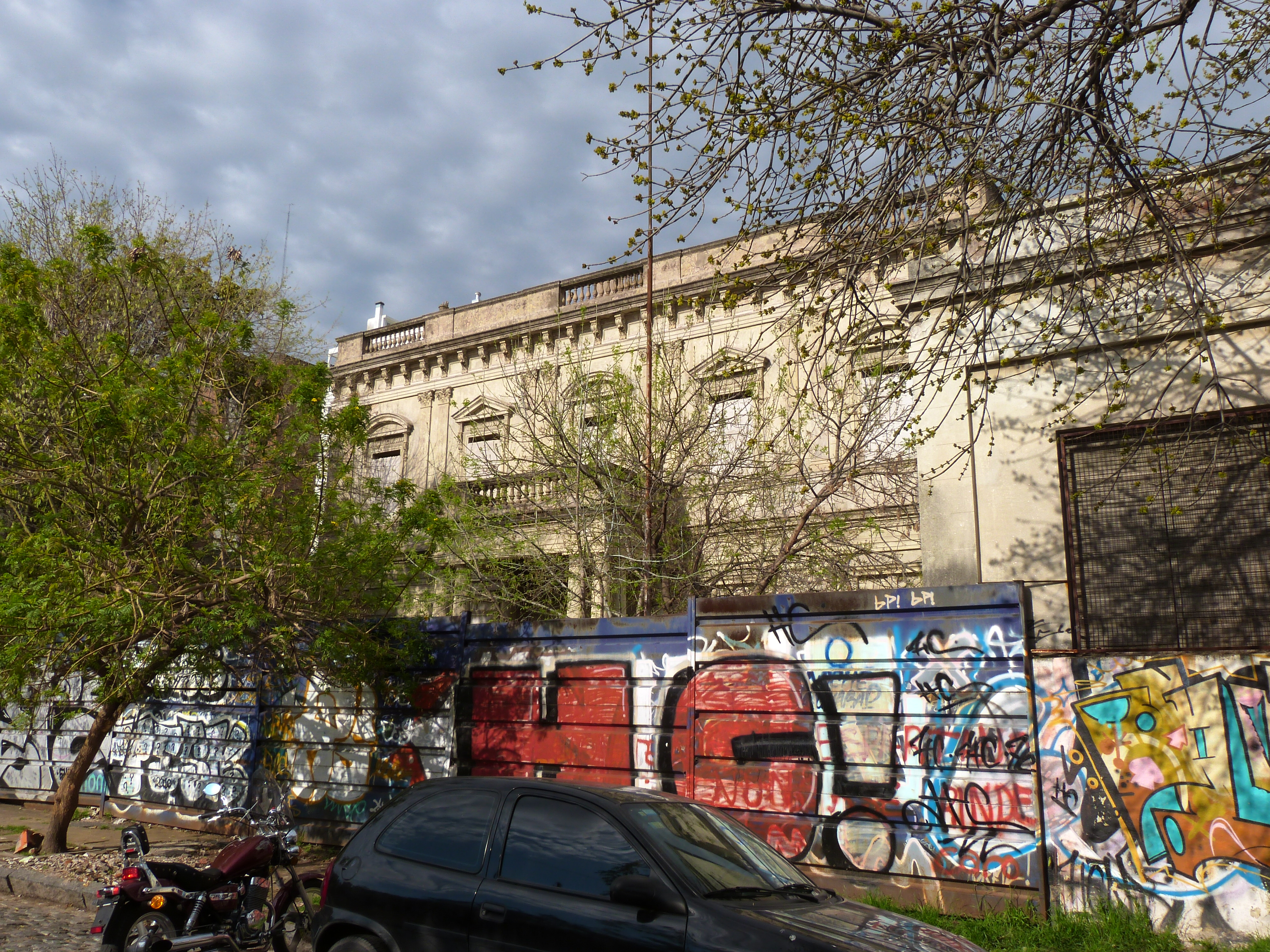
Casona de Lucio V. Mansilla

La Casona de Mansilla, originalmente llamada Villa Esperanza, es una casona construida en 1870, situada en el Pasaje Golfarini, entre las calles Olazábal y Blanco Encalada, en la ciudad de Buenos Aires, Argentina, por encargo del político, militar, y escritor Lucio V. Mansilla, como su residencia de verano. Es uno de los últimas construcciones de estilo neorrenacentista en Buenos Aires, y fuera declarada Monumento Histórico Nacional.
De 1914 a 1982 funcionó en ella la escuela Normal N° 10.

## Historia
Por encargo de Lucio V. Mansilla, militar y político, sobrino de Juan Manuel de Rosas, la casa se construyó con el nombre de Villa Esperanza, entre 1870 y 1880, sobre un lote de 2633 metros cuadrados que se mantiene intacto, en lo que era el pueblo autónomo de Belgrano.
Tiene sótano y dos pisos muy altos y Mansilla la usaba como quinta de fin de semana y residencia de verano. Tiene más de veinte habitaciones distribuidos en dos pisos, ventanales y puertas con vitrales, y caballeriza. Hay quienes afirman que posee un túnel que conecta con el arroyo Vega (que hoy día circula canalizado bajo la calle Blanco Encalada).
Enajenada la propiedad en 1892, pasó a ser propiedad de la familia de Eliseo Basch, el que pocos años luego se deshizo de ella.
De 1915 a 1982 fue ocupada por la Escuela Normal N° 10. Luego fue alquilada por el municipio para albergar a la Dirección de Capacitación Docente hasta 1998, año en que los dueños pusieron en venta la casa. Alicia Pangella, exalumna y maestra de la escuela, logró que en 1999 tuviera protección estructural.
En 2000, por la Ley 25.317, el Congreso de la Nación Argentina declaró a la Casa de Mansilla como Monumento Histórico-Artístico Nacional. Diez años luego la Corte Suprema avanzó con la expropiación por el interés histórico de la propiedad y por estar en peligro de destrucción. Con el tiempo, un grupo de vecinos obtuvo personería jurídica y conformó la Comisión de Defensa de la Casona de Mansilla, presidida por Alicia Pangella.
En 2019 un decreto del Poder Ejecutivo puso la casona a disposición de la Agencia Administradora de Bienes del Estado (AABE) que habilitó la concesión del dominio a un privado para que la repare y la destine a actividades comerciales, turísticas o culturales, pero la Comisión de Defensa y la Defensoría del Pueblo, estuvieron en contra de esta decisión. Finalmente, se derogó el decreto y quedó a cargo del Ministerio de Cultura de la Nación.
En 2022 el Ministerio de Cultura Ministerio de Cultura de la Nación decidió que instalaría un Museo Antropológico como parte de
un amplio espacio cultural que incluiría salas para talleres y una confitería en el jardín.
En 2024 el gobierno de Javier Milei incluyó el inmueble en un listado de propiedades del Estado a ser subastadas por la Agencia de Administración de Bienes del Estado (AABE), por considerarla una propiedad "ociosa" y que "genera costos y gastos que deben evitarse". Ello a pesar del inmueble haber sido declarado Monumento Histórico-Artístico Nacional.
1. 1 2 3 4 5  Saavedra, Gabriela (25 de octubre de 2021). «Una mansión hundida en la ciudad». www.serargentino.com. Consultado el 19 de agosto de 2022.
2. 1 2  «Nuestra Historia – Escuela Normal Superior N° 10 "Juan Bautista Alberdi"». Consultado el 19 de agosto de 2022.
3. ↑  Sergio Kiernan (4 de diciembre de 2004). «La casona de Mansilla». www.pagina12.com.ar. Consultado el 19 de agosto de 2022.
4. 1 2  Alicia Pangella (diciembre 2022). «La Casona de Mansilla ya tiene destino cultural». Consultado el 7 de diciembre de 2022.
5. ↑  «INFOLEG». servicios.infoleg.gob.ar. Consultado el 20 de agosto de 2022.
6. 1 2  Alicia Pangella (10 de noviembre de 2021). «La casona de Lucio V. Mansilla recuperada definitivamente – Mi Belgrano». mibelgrano.com.ar. Consultado el 21 de agosto de 2022.
7. ↑  «3 De Febrero Nº 2371/73/75 Y Dr. Juan Angel Golfarini Nº 2368, Entre Olazabal Y Blancio Encalada, C.A.B.A.». Argentina.gob.ar. 19 de septiembre de 2024. Consultado el 5 de noviembre de 2024.
8. ↑  «BOLETIN OFICIAL REPUBLICA ARGENTINA - AGENCIA DE ADMINISTRACIÓN DE BIENES DEL ESTADO - Decreto 950/2024». www.boletinoficial.gob.ar. Consultado el 5 de noviembre de 2024.
9. ↑  «INFOLEG». servicios.infoleg.gob.ar. Consultado el 5 de noviembre de 2024.